# L'Homme de Kansas City
Pour plus de détails, voir Fiche technique et Distribution.
L'Homme de Kansas City (Fighting Man of the Plains) est un western américain réalisé par Edwin L. Marin, sorti en 1949.

## Synopsis
Auparavant membre des Raiders de Quantrill et ami de Jesse James, Jim Dancer devient le shérif d'une petite ville du Kansas, s'opposant désormais à ses anciens complices...

## Fiche technique
- Titre français : L'Homme de Kansas City
- Titre original : Fighting Man of the Plains
- Réalisation : Edwin L. Marin
- Scénario : Frank Gruber, d'après son roman
- Musique : Paul Sawtell
- Directeur de la photographie : Fred Jackman Jr.
- Direction artistique : George Van Marter
- Décors de plateau : Al Orenbach
- Costumes : Maria Donovan
- Montage : Philip Martin
- Société de production : Nat Holt Productions
- Société de distribution : 20th Century Fox
- Genre : Western - Couleur (Cinecolor) - 94 minutes
- Date de sortie :
  - États-Unis : 16 novembre 1949

## Distribution
- Randolph Scott : Jim Dancer
- Bill Williams : Johnny Tancred
- Victor Jory : Dave Oldham
- Jane Nigh : Florence Peel
- Douglas Kennedy : Ken Vedder
- Joan Taylor : Evelyn Slocum
- James Todd : Hobson
- Rhys Williams : Chandler Leach
- Barry Kelley : Bert Slocum
- Berry Kroeger : Cliff Bailey
- Paul Fix : Yancey
- James Millican : George Cummings
- Dale Robertson : Jesse James
- Burk Symon : Meeker
- Herbert Rawlinson : l'avocat
- J. Farrell MacDonald : Partridge
- Harry Cheshire : Charles Lanyard
- James Griffith : William Quantrill
- John Hamilton : Currier
- John Halloran : Harmer
- James Harrison : Slattery

Acteurs non crédités
- Charles Evans : le banquier Carter Bullock
- Byron Keith : Jonas
- Jack Kelly : un vacher
- Hank Mann : un serveur au saloon
- Kermit Maynard : un employé de Slattery (+ cascadeur)